# Nadro
(Gregorio Brunelli, «Curiosi trattenimenti contenenti ragguagli sacri e profani dei popoli camuni», 1698)
Nadro (Nàder in dialetto camuno) è una frazione di 655 abitanti del comune italiano di Ceto, in Val Camonica, provincia di Brescia, Lombardia.
Il paese è posto a circa 75 km da Brescia alla quale è collegato dalla strada statale 42 del Tonale e della Mendola che termina, dal 14 settembre 2005, proprio in uno svincolo all'altezza della frazione, in attesa della prosecuzione dei lavori.
Il territorio di Nadro confina con tre diversi comuni: a est quello di Cimbergo, a nord quello di Capo di Ponte e ad ovest quello di Ono San Pietro. Il capoluogo comunale, Ceto, è invece posto più a sud, oltre il torrente Figna.
Il centro storico si sviluppa dall'antico nucleo medievale formato da una casatorre, e prosegue lungo una direttrice nord-sud seguendo strada principale chiamata via Piana.
Il paese si inserisce nel sistema delle incisioni rupestri della Valcamonica in quanto ingresso principale alla vasta area della riserva naturale Incisioni rupestri di Ceto, Cimbergo e Paspardo; ospita inoltre il museo didattico della riserva.

## Geografia fisica

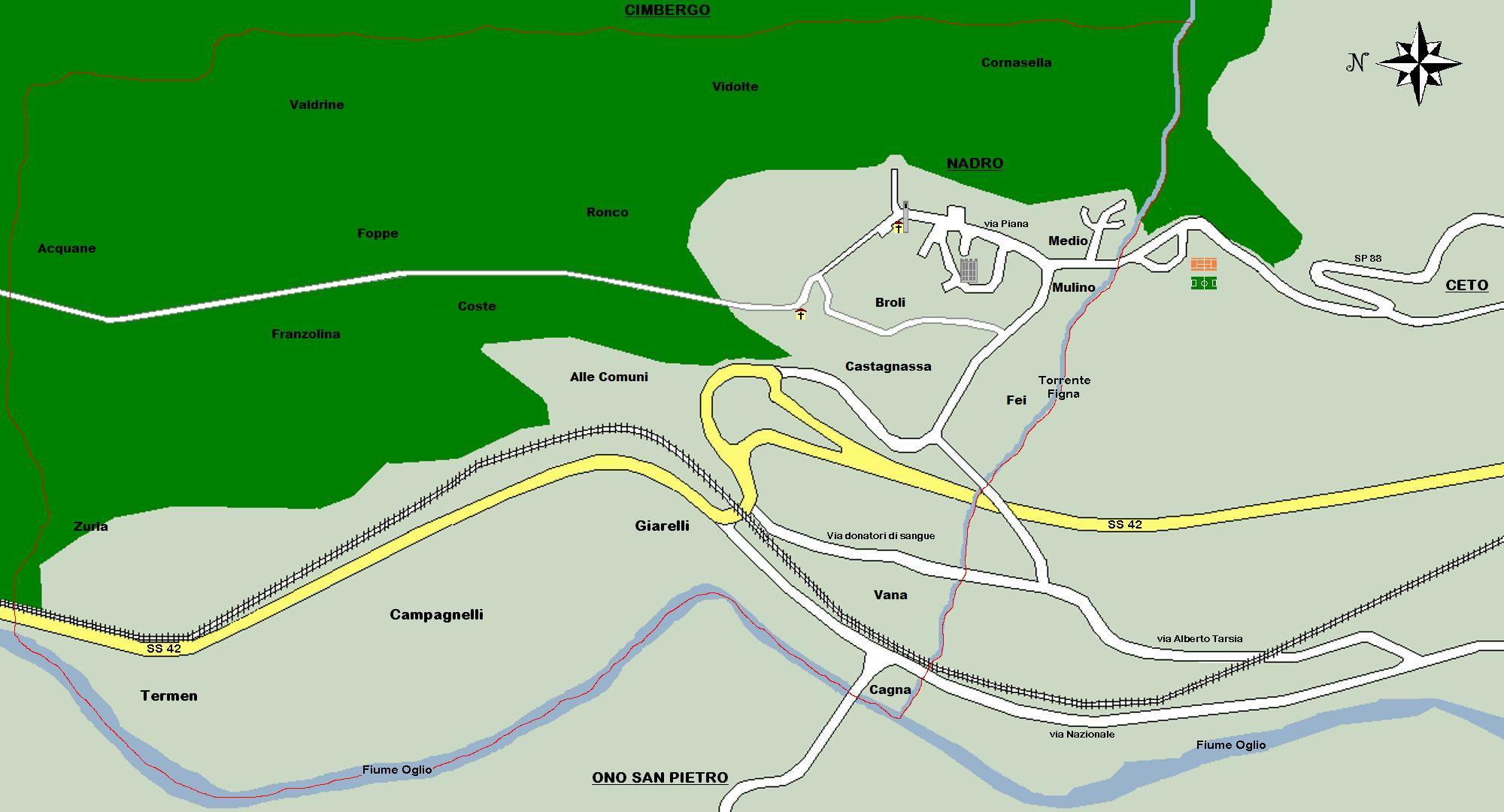
Territorio di Nadro

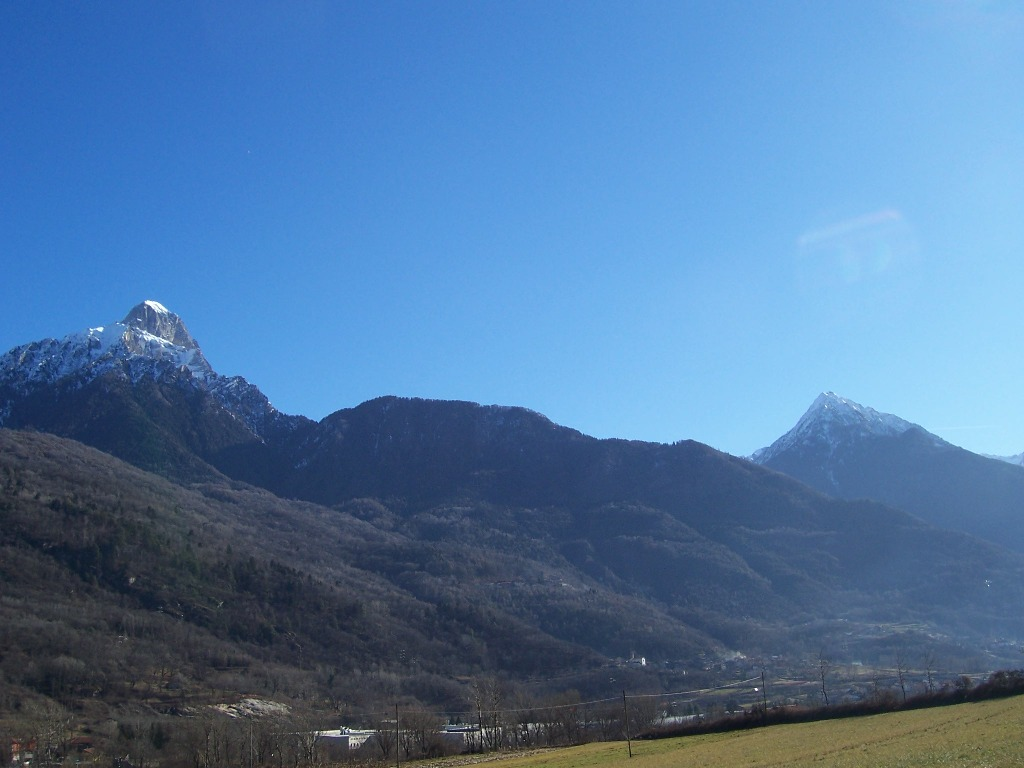
Pizzo Badile Camuno, Sella di Nanti e Monte Ferone

### Territorio
Il territorio della frazione di Nadro è compreso in un dislivello di circa 300 metri: esso declina da un'area montuosa ad oriente, che sfiora i 640 m s.l.m. della località Figna-Cornasella (al confine col comune di Cimbergo), fino ad un'area pianeggiante presso le sponde del fiume Oglio, a circa 360 m s.l.m. Il centro storico del paese giace invece a 421 m s.l.m., disposto a metà tra i due punti sopracitati.
Il settore orientale, posto più a monte tra il confine col comune di Cimbergo e l'abitato storico, presenta una vasta area boschiva facente parte della Riserva naturale Incisioni rupestri di Ceto, Cimbergo e Paspardo; in questo luogo sono molto diffusi numerosi alberi di castagno, qualche abete ed alcuni alberi di noce scendendo di quota verso il paese.
Ad occidente, tra l'abitato ed il fiume Oglio, è invece presente un'area pianeggiante, un tempo adibita a coltivazione, oggi per gran parte urbanizzata e sede della zona industriale di Campagnelli. In quest'area, soprattutto lungo l'area limitrofa al fiume Oglio, sono riscontrabili alberi di robinia, i quali, importati in Europa nel XVII secolo, si è diffusa in modo infestante soffocando le specie autoctone. Data la rapidità della sua crescita di questa piante oggigiorno è ampiamente adoperata come legna da ardere ad utilizzo domestico.

### Idrografia

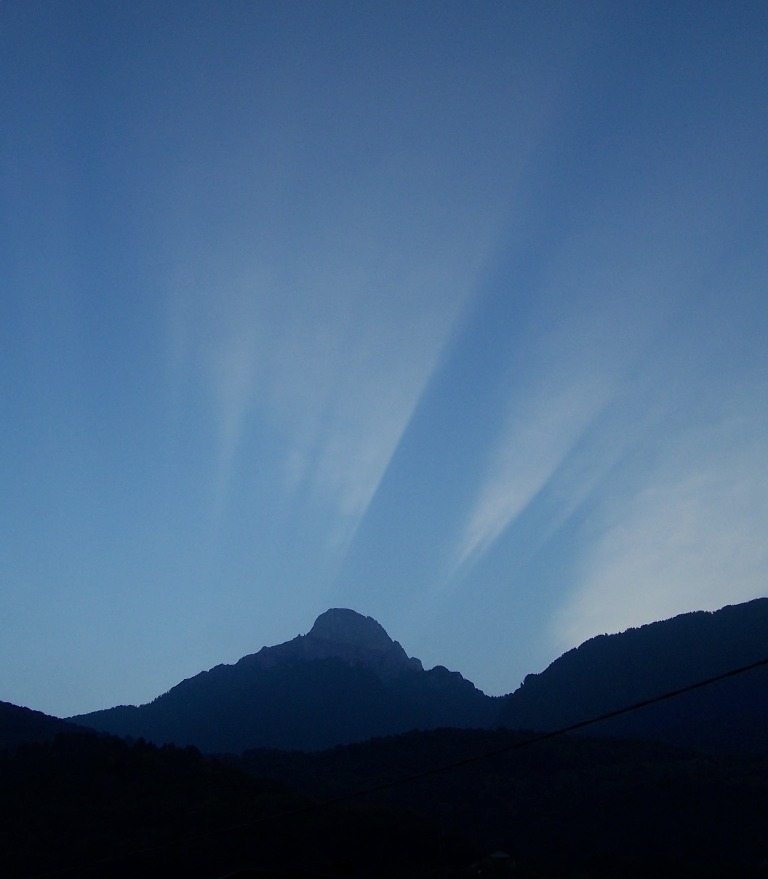
Il Pizzo Badile Camuno durante gli equinozi

L'abitato si dispone alla destra idrografica del torrente Figna, il quale discende dal territorio di Cimbergo e termina il suo corso congiungendosi al fiume Oglio. Questo torrente segnava l'antico confine tra le comunità di Ceto e Nadro.
L'importanza di questo torrente nel passato è riscontrabile nel lungo processo che, a cavallo del XV secolo, oppose la vicinia di Nadro e quella di Cimbergo, e che si risolse solamente con l'intervento diretto del governo veneziano.
Poco sotto l'abitato, in una zona compresa tra la via Nazionale ed il paese stesso, è visibile un enorme canale coperto costruito nel 1926, il quale convoglia le acque di diversi torrenti della Val Camonica a fini idroelettrici. La condotta inizia presso il paese di Cedegolo e termina a Cividate Camuno.
A seguito degli eventi alluvionali del luglio 1987, che colpirono non solo la Valtellina, ma anche alcuni comuni della Val Camonica, vennero effettuate nel 1988 delle opere di bonifica e sistemazione degli argini dalla Figna, soprattutto nel suo tratto finale.

### Orografia

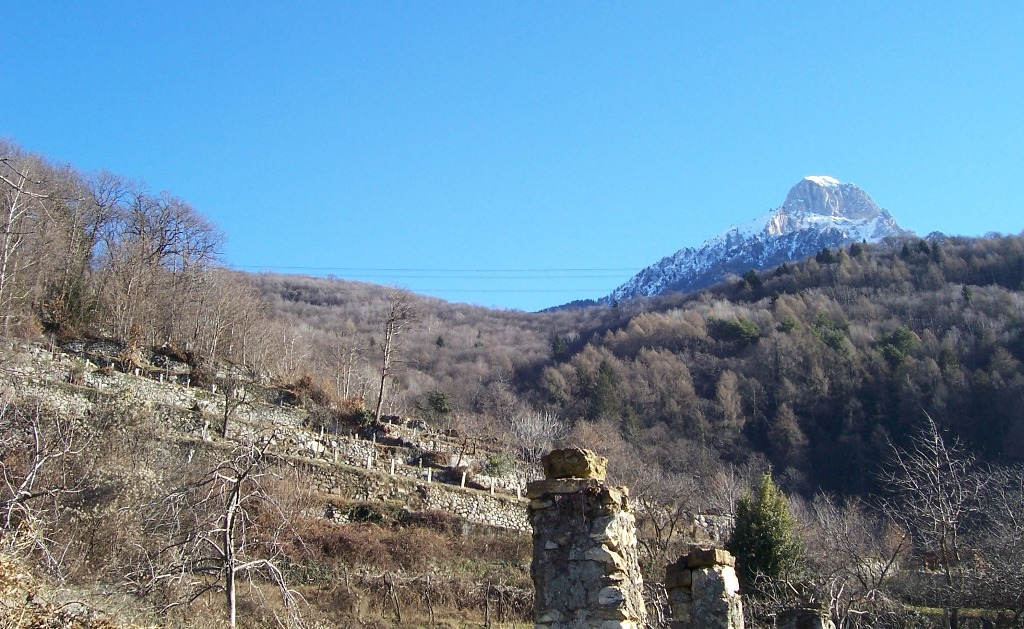
Terrazzamenti (ruc in dialetto camuno) a monte di Nadro

Il paese di Nadro, situato nel cuore della media Val Camonica, è adagiato alle pendici del Pizzo Badile Camuno, possente montagna calcarea del gruppo dell'Adamello. L'abitato è quindi rivolto ad ovest, verso il monte Concarena, anch'esso d'origine calcarea ma facente parte delle Prealpi Orobiche.
Durante gli equinozi, due volte l'anno, si osservano spettacolari giochi di luce creati dal sole che sorge e tramonta dai due monti sopraccitati. Alcuni studiosi, come Ausilio Priuli, rilevano come potrebbe esserci relazione di tipo mistico-religioso tra le incisioni rupestri, sia della vicina area della riserva che con quelle del comune di Capo di Ponte (circa l'80% dell'intero patrimonio della Val Camonica si trova in questa zona), e la scenograficità di questi due monti. Altri, come Umberto Sansoni, hanno una opinione del tutto opposta.
A questi fenomeni è legata anche una festa del paese, la Festa delle due albe.

### Clima
Appartenendo al comune di Ceto è classificato climaticamente all'interno della fascia E, sebbene il suo orientamento ad ovest differisca dalla disposizione del capoluogo a sud-ovest.
Durante l'inverno le temperature oscillano tra i -10 °C della mattina e i 12 °C del pomeriggio. Il paese, a causa della sua posizione sul versante orientale della valle, è raggiunto dalla luce del sole solamente verso le ore 11:00.
D'estate il clima è molto più mite, ed il sole, data anche la diversa conformazione delle montagne, lambisce l'abitato già a metà mattina, riscaldando il territorio sino a superare i 25 °C.
Nella stagione primaverile, infine, sono frequenti gli episodi di favonio (föhn).

## Origini del nome
Il nome del paese dovrebbe significare "valle scoscesa, canale ripido o luogo oscuro".
Enrico Tarsia, così come lo Gnaga e l'Olivieri, sostengono che possa derivare dall'aggettivo latino ater, unito alla preposizione "in", che ha il significato di "oscuro", anche qui forse con allusione alla posizione poco soleggiata del paese.

## Storia

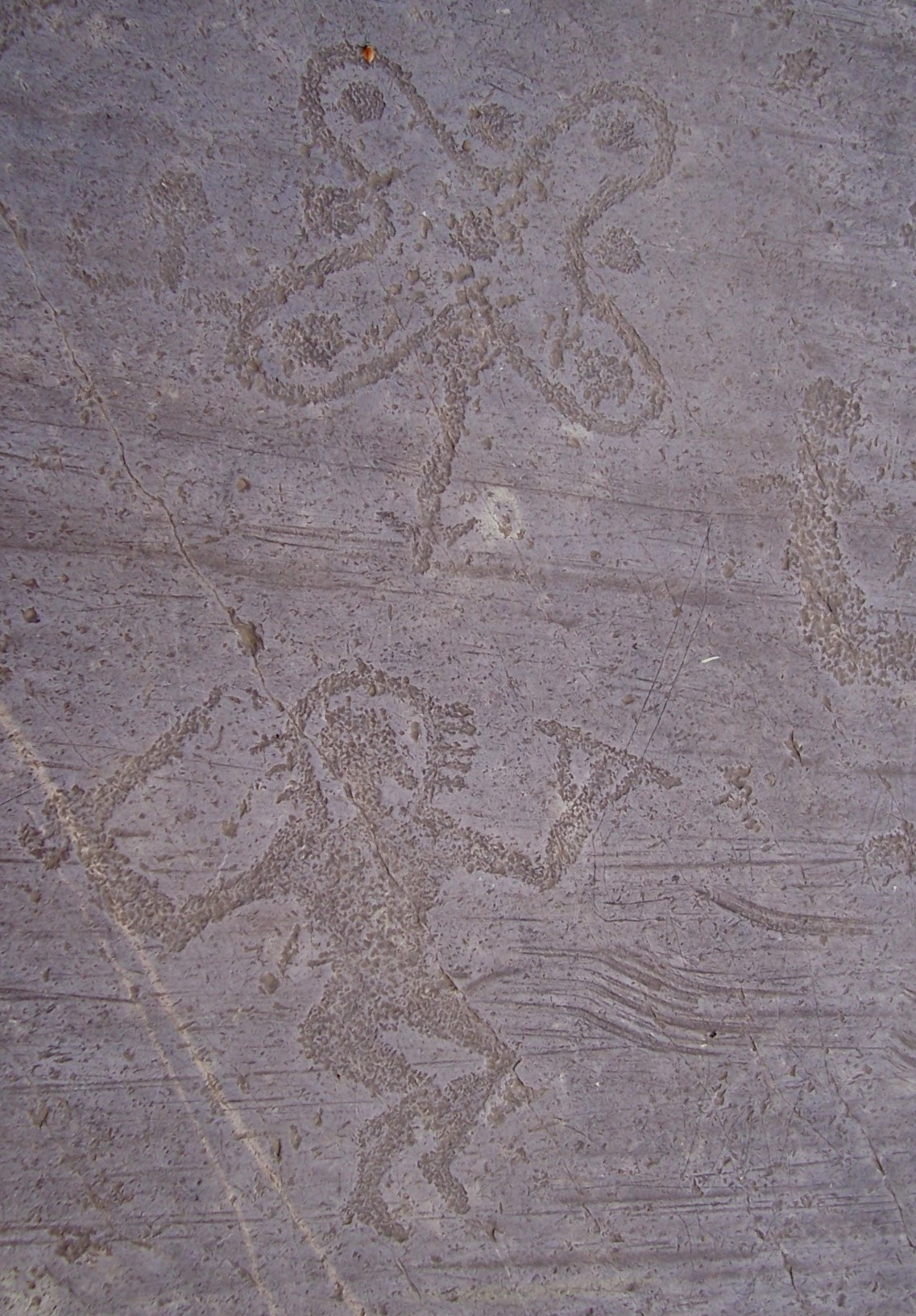
Incisione rupestre a Foppe di Nadro

La prima frequentazione umana nella zona di Nadro risale probabilmente al periodo mesolitico.
Precedentemente, durante il paleolitico, l'intera Val Camonica si trovava ancora al di sotto di una spessa coltre di ghiaccio causata dalla glaciazione di Wurm.
Presso l'area della riserva naturale delle incisioni rupestri, a poche centinaia di metri da Nadro, è stato ritrovato un riparo sottoroccia con focolare preistorico e microliti, databili a circa 9 000 anni fa.
Sono inoltre riscontrabili, presso i grandi lastroni di arenaria ricchi di petroglifi, incisioni databili sicuramente dall'età del rame, del ferro, fino al medioevo, lasciando presupporre una continua antropizzazione del territorio durante tutto questo periodo.
Le incisioni rupestri osservabili a fianco raffigurano non solo elementi zoomorfi, antropomorfi, oggetti, armi, figure di capanna, ma anche alfabetari che rappresentano l'antico alfabeto camuno.
Non sono pervenute documentazioni precise del periodo compreso tra l'età dei metalli e la caduta dell'Impero romano d'Occidente ma si sa che a partire dal 774 anche Nadro, come tutta la Val Camonica, divenne feudo dei monaci benedettini di Tours, grazie alla donazione di Carlo Magno.
Tra il X e l'XII secolo il borgo di Nadro gravitò nell'orbita dei feudatari vescovili De Figna, probabilmente discendenti da un ramo della famiglia Martinengo.
È da notare in proposito come il cognome di questa casata permanga come toponimo sia per una zona a monte di Nadro, sia per il torrente che scorre accanto al paese. Gli storici non sono concordi, però, sul fatto che i feudatari abbiano mantenuto il nome del luogo d'origine, o viceversa, il toponimo sia derivato proprio da loro. Certo è che vi fosse un castello presso la località Figna, un tempo forse sede di una dogana sulla strada degli alpeggi della Val Paghera.
La famiglia De Figna governò Nadro fino al 1302. In seguito, il 14 ottobre 1336, il Vescovo di Brescia Jacopo de Atti assegnò i diritti delle decime a Maffeo e Giroldo della famiglia Botelli di Cemmo.
In seguito, però, questi ultimi caddero in disgrazia agli occhi del Vescovo quando, per accaparrarsi i beni ecclesiastici, si allearono con i ghibellini Federici.

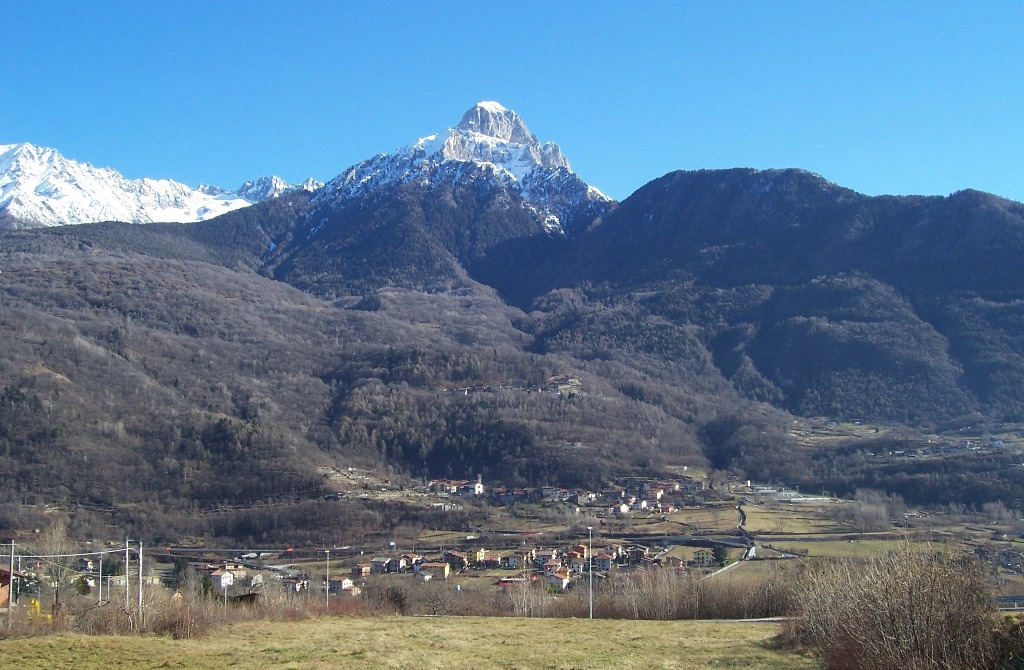
Il paese di Nadro

È riportato da Gregorio Brunelli che nel 1397, al momento della pace di Breno, i Botelli inviarono per Nadro Salvagnirio di Antonio e Andreolo Bettoni a schierarsi dal lato ghibellino del fiume Oglio.
Il 13 ottobre 1423 Giovanni Gaioni da Edolo si vide confermare le rendite (concesse dal vescovo di Brescia Guglielmo Pusterla già nel 1408) di Nadro. I Gaioni erano una famiglia ghibellina proveniente da Edolo, concorrenti dei Federici in alta Val Camonica. Essi si sostituirono ai Botelli ed a loro si deve la riedificazione della casa torre, che domina ancora oggi il paese.
A partire dal 1454, quando la Valle Camonica divenne parte della Terraferma Veneziana, il potere dei feudatari venne ridimensionato a favore delle amministrazioni locali, chiamate vicinie. Esse erano un'antica istituzione di autogoverno degli abitati, formata dai capifamiglia originari di un paese, al fine di gestire i beni comuni quali i boschi, le acque, i ponti, le strade. Non vi erano compresi i nobili, gli ecclesiastici e gli stranieri.
Il giorno 22 aprile 1474 è riportato che si presentarono dal Capitanio di Valle a Breno due rappresentanti della vicinia di Nadro al fine di accusare la comunità di Cimbergo di interrompere il flusso dell'acqua del torrente Figna, che alimentava i mulini del paese.
Agli abitanti di Cimbergo, che utilizzavano l'acqua per irrigare la campagna, venne intimato dalle autorità veneziane di non interrompere il corso del torrente. Sebbene la sentenza fosse stata emessa, la questione continuò a riproporsi per tutto il Cinquecento.
Nell'autunno del 1578 il vescovo di Brescia Domenico Bollani compì una visita pastorale nella Valle Camonica. Della parrocchia di Nadro riporta:
(Relazione della visita pastorale fatta in Valcamonica (versante sinistro) da Giorgio Celeri dal 20 luglio al 20 settembre 1578, Silvino Tarsia)

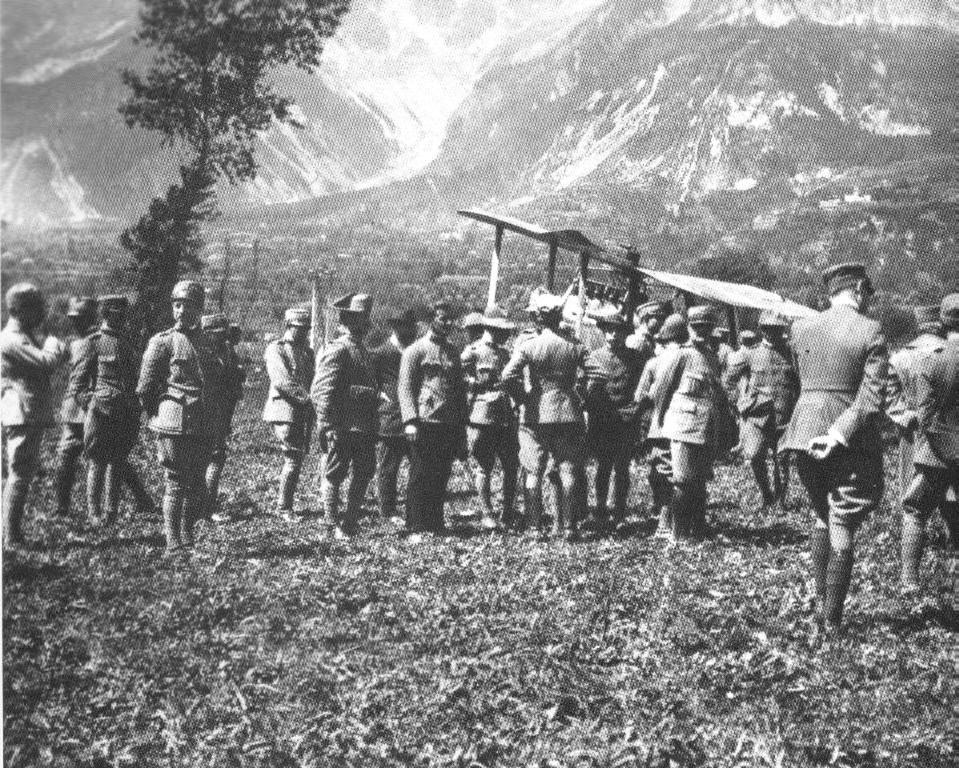
Aereo austriaco abbattuto dalla contraerea italiana a Nadro (1917)

Nel Catastico Bresciano di Giovanni Da Lezze del 1609 si legge:
()
Anche nell'estimo del 1645 si ricordano i mulini di Nadro:
Nelle deliberazioni del 1474 si distinguevano i due mulini chiamandone uno rodanum e l'altro piganzolum; il secondo, è annotato, consumava più acqua.
Nel 1797, con l'arrivo di Napoleone e la nascita della Repubblica Cisalpina, vennero instaurati i comuni ed abolite le vicinie ed i privilegi feudali.
Nel febbraio 1798, a seguito della legge "6 ventoso anno VI" del cantone di Montagna, il comune di Nadro venne unito a quello di Ceto, col nome di Ceto e Nadro.
Il primo sindaco del neonato comune fu tale Cristoforo Gaioni. L'ultimo rampollo della nobile famiglia Gaioni, Giovanni Bettino, morì invece decapitato per un colpo di mannaia infertogli da Paolo Pezzoni nel 1856.
Tra il 1816 ed il 1859 il comune sarà denominato Ceto con Nadro, mentre dal 1859 Nadro sarà declassato a frazione, comparendo nel nome solo Comune di Ceto.
Nel 1858 la Valle Camonica venne formalmente annessa al Regno d'Italia; il paese di Nadro, visitato in questo anno dal vescovo di Brescia Girolamo Verzeri, contava 418 abitanti di cui 275 ammessi alla comunione.
A partire dalla crisi agricola del 1870 diversi abitanti di Nadro, come molti in Val Camonica, scelsero l'emigrazione, soprattutto verso gli Stati Uniti d'America e l'Argentina. Lo spopolamento continuò, con situazioni altalenanti, fino al secondo dopoguerra. Nei primi anni del XX secolo la popolazione del paese era di circa 560 persone, e lungo la strada statale sorsero le prime sei case.
Tra il 1927 ed il 1947 il comune di Ceto, e conseguentemente il territorio di Nadro, venne unito al comune di Cerveno, in ottemperanza alle leggi fasciste che accorpavano i piccoli comuni, dando origine al comune di Ceto-Cerveno.
Nel 1962 venne inaugurata la zona industriale in località Campagnelli, mentre nel 1983 fu istituita la riserva naturale Incisioni rupestri di Ceto, Cimbergo e Paspardo.

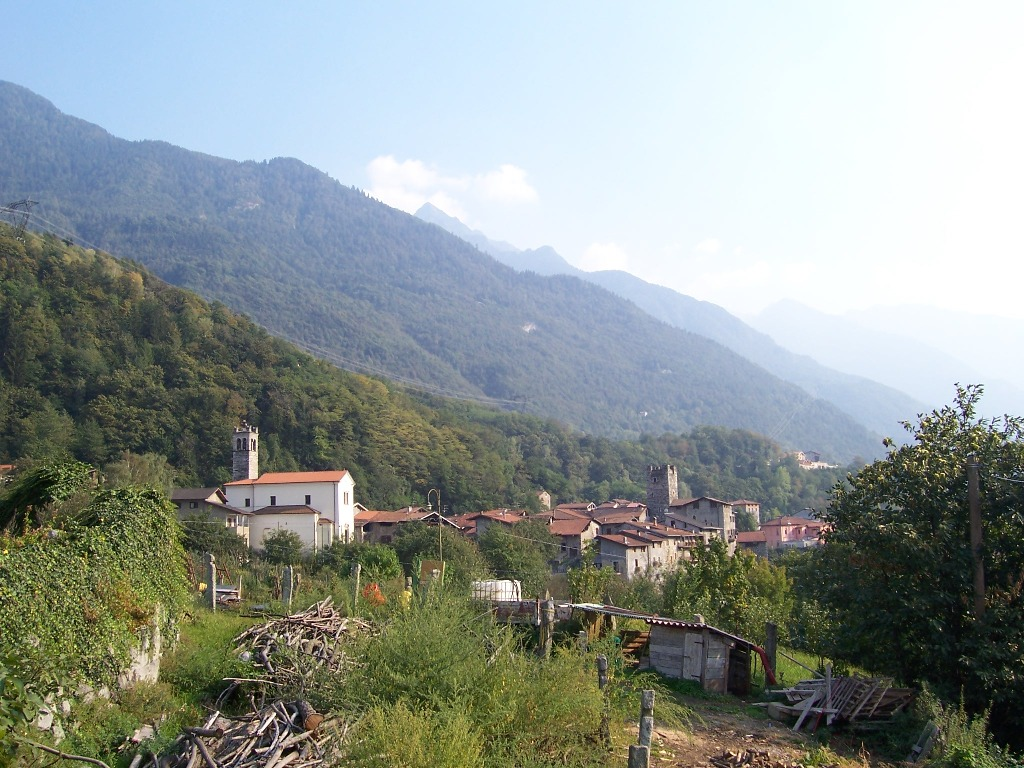
Nadro visto dalla santella dell'Addolorata

### Antichi Originari
Gli Antichi Originari erano, al tempo delle vicinie, i capifuoco delle famiglie native del paese: essi erano gli unici che avevano il potere di deliberare nei consigli, mentre i nobili, gli ecclesiastici e gli stranieri (anche se residenti da diverse generazioni nel paese) ne erano esclusi. I cognomi degli Originari di Nadro, riportati nei registri della vicinia, erano:
- Appolonia (nei documenti antichi Polonia)
- Battistini
- Donina
- Pezzoni
- Vaiarini
- Zana (oppure Zuana)

### Feudatari locali
Famiglie che hanno ottenuto l'infeudazione vescovile dell'abitato:
| Famiglia | Stemma | Periodo     |
| De Figna |        | ? - 1302    |
| Botelli  |        | 1302 - 1423 |
| Gaioni   |        | 1423 - 1797 |

### Ricorrenze

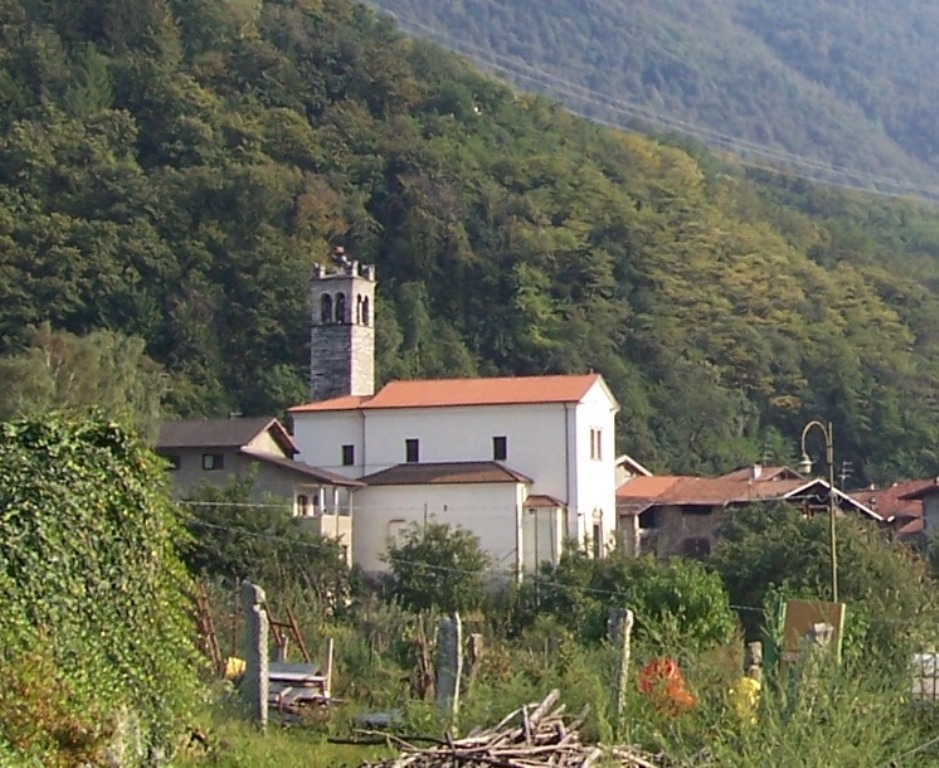
La chiesa dei Santi Gervasio e Protasio

- Fine aprile: Festa delle due albe. Il nome deriva da un curioso gioco di luce che avviene alle spalle dell'abitato. Il sole, nel periodo degli equinozi, sorge in una prima alba in una conca alla sinistra del Pizzo Badile Camuno.

Di seguito, innalzandosi nel cielo, esso viene nuovamente coperto da un angolo dello stesso monte, per poi risorgere una seconda volta: da qui la definizione di due albe. Questo spettacolo può essere ammirato solo posizionandosi sull'altro versante della vallata rispetto a Nadro.
- 15 agosto: festa dei santi Gervasio e Protasio, patroni del paese.

Sebbene la data della commemorazione liturgica sia il 19 giugno, essa viene posticipata nel paese di Nadro fino al giorno di ferragosto. Questa tradizione deriva dal fatto che, un tempo, molti abitanti lavoravano per lunghi periodi dell'anno lontani dal paese; rientrando a Nadro per la licenza del 15 agosto vi era un gran festa per la quale si celebrava non solo il riposo lavorativo, ma anche quella dei due santi patroni.
- 29-30 novembre: Tresende in festa. In questi giorni, durante gli anni pari, le antiche case ed i giardini del paese di Nadro vengono aperti alla visita di stranieri, curiosi e vicini. L'evento è biennale.

## Monumenti e luoghi d'interesse

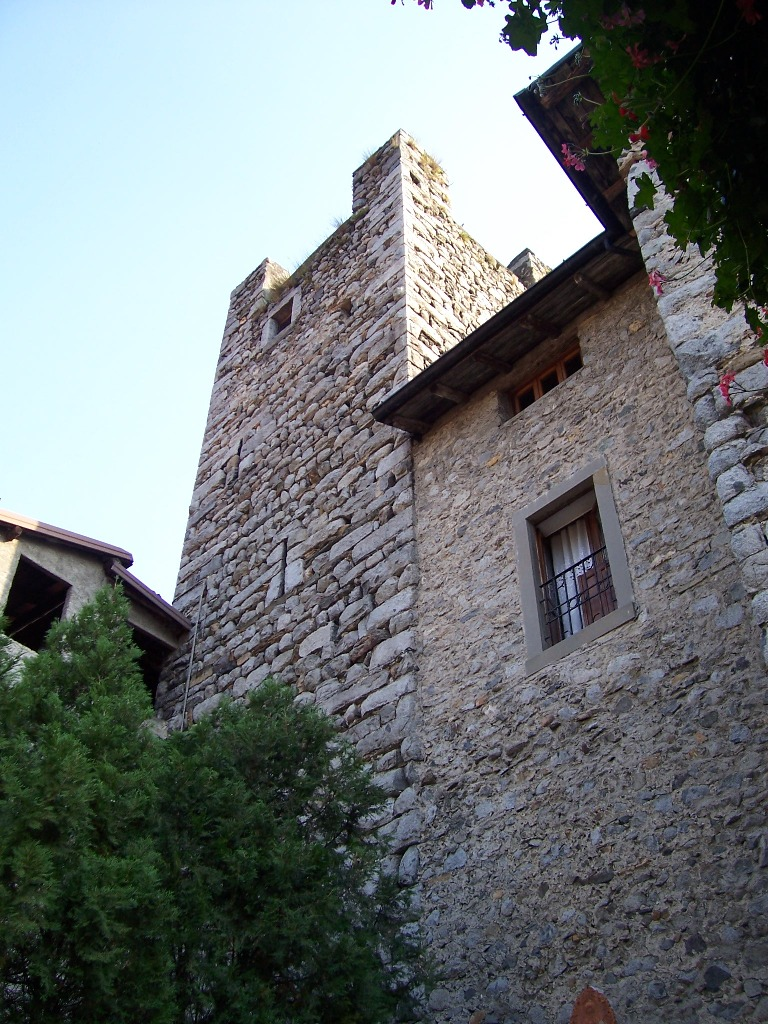
La casa-torre di Nadro

### Architetture religiose
- La chiesa parrocchiale dei Santi Gervasio e Protasio. Lo studioso don Alessandro Sina ritiene che la fondazione della struttura sia attribuibile ai monaci di Tours,[32] presenti in Valle Camonica nell'VIII secolo. Venne rimaneggiata più volte nella sua storia: nel XVI secolo, dopo la visita di San Carlo Borromeo in Val Camonica, alla fine del XVIII secolo e dopo il rovinoso incendio del 1895. In questo stesso anno venne riaffrescata dal pittore di esinese Antonio Guadagnini.

### Architetture civili
- La Casa-torre medievale, alta circa 30 m, ampliata dalla nobile famiglia Gaioni nel XV secolo, domina il centro del paese. Essa si sviluppa da una costruzione antecedente, forse del XIII secolo, di cui rimangono poche tracce.[33]

Da questa struttura si diramano due stradine medievali, via Voltazzi e via Crodobbio, le quali raggiungono la piazza del paese attraverso le antiche case del centro storico. Esse sono disposte una di fianco all'altra e formano quasi un unico edificio; le facciate sono ricche di portali, che celano dei cortili privati.

### Aree naturali e siti archeologici

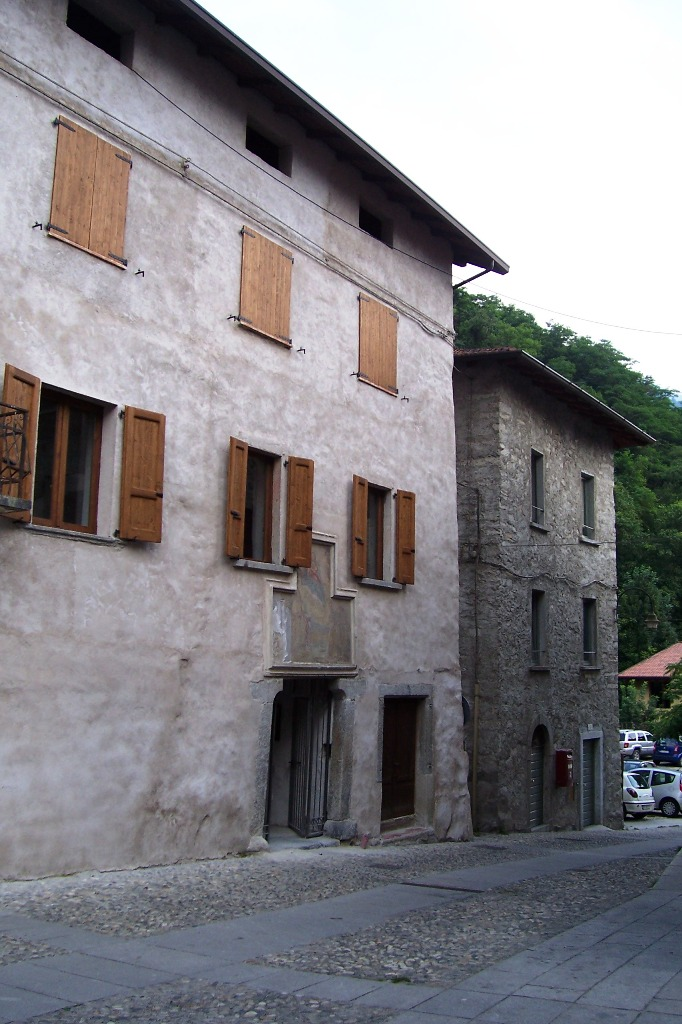
Centro Ricerca e Laboratori dalla Riserva Naturale

- La Riserva naturale Incisioni rupestri di Ceto, Cimbergo e Paspardo. È una vasta area di quasi 300 ettari, nata nel 1983 per valorizzare il patrimonio artistico della Val Camonica. Essa comprende le parti occidentali dei comuni di Paspardo e Cimbergo, e la parte settentrionale del comune di Ceto, nella fattispecie il territorio di Nadro. L'accesso dal paese avviene attraverso la via delle Acquane, che raggiunge la località Foppe, dove sono presenti le ricostruzioni di due abitazioni preistoriche. Il sentiero prosegue lungo le numerose rocce istoriate con incisioni rupestri. I petroglifi presenti rappresentano differenti periodi storici che vanno dall'età del rame fino all'età medievale.

## Società

### Religione

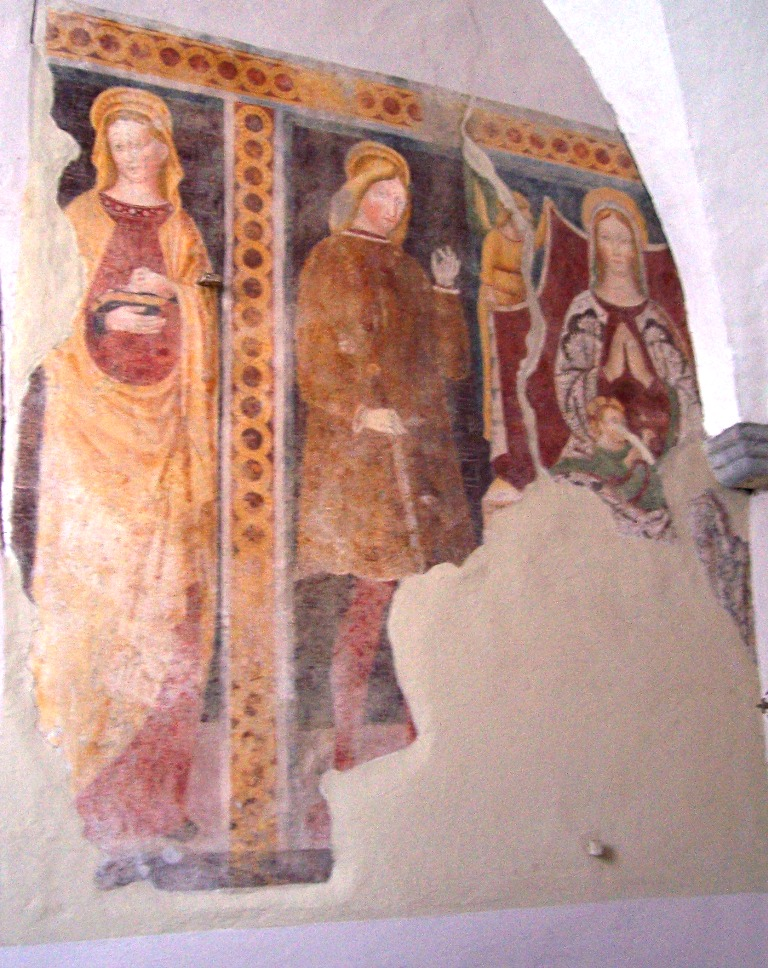
Affreschi nella sagrestia della parrocchiale

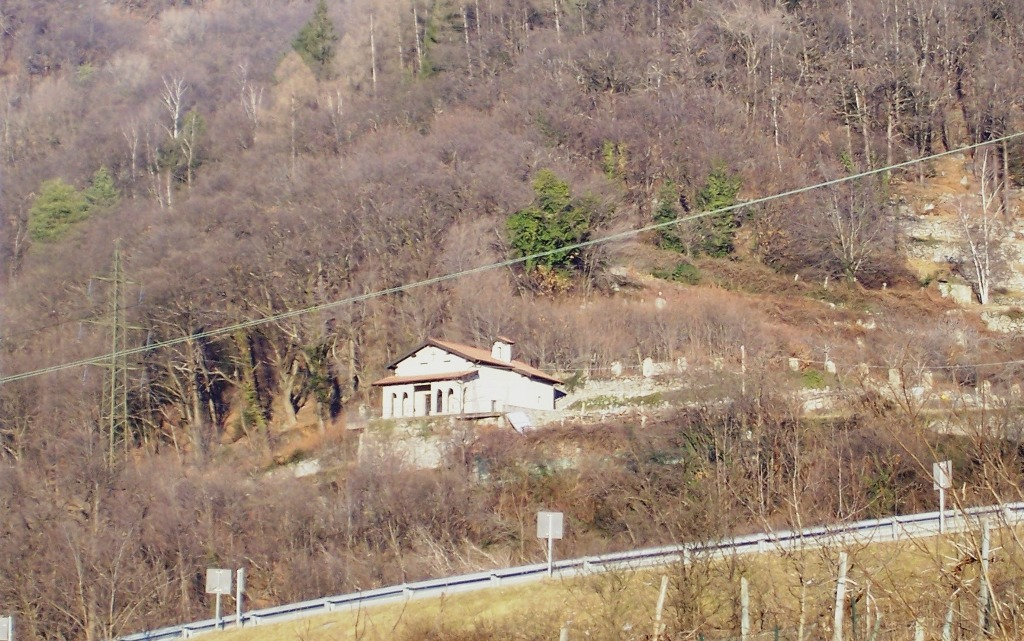
La santella dell'Addolorata

Nella frazione di Nadro sono presenti numerose famiglie cristiano-cattoliche, ma anche alcuni residenti di fede islamica.
Il luogo di culto cattolico principale è la chiesa parrocchiale dedicata ai Santi Gervasio e Protasio, eretta sul lato nord del paese. Vi è anche una piccola chiesetta, ancora più a nord, sulla via delle Aquane, conosciuta come la santella dell'Addolorata, dove si celebrano tradizionalmente le messe prefestive durante il periodo estivo.
Il cimitero, dalle caratteristiche murature bianche, si trova a settentrione del paese, posto tra le due costruzioni cattoliche.
Sono presenti sul territorio diverse santelle:
- sulla strada che porta dalla località Zurla a località Foppe,
- in località Campagnelli,
- in località Giarelli,
- all'incrocio tra via Donatori di sangue e via Alberto Tarsia, presso il torrente Figna,
- sul lato meridionale del paese, in via Medio, presso il torrente Figna.

I registri parrocchiali, che iniziano ad essere compilati dai parroci della parrocchia a partire dal Concilio di Trento, permettono di ottenere informazioni circa il numero di abitanti e le loro relazioni negli ultimi cinquecento anni. Nel secondo dopoguerra viene certificata l'esistenza dei seguenti registri presso la chiesa parrocchiale:
- Libro dei Battezzati (1572-1945)
- Libro dei Cresimati (1581-1934)
- Libro dei Matrimoni (1572-1945)
- Libro dei Morti (1613-1945)

È nota la lista di tutti i parroci di Nadro sin dal XIII secolo.

### Tradizioni e folclore

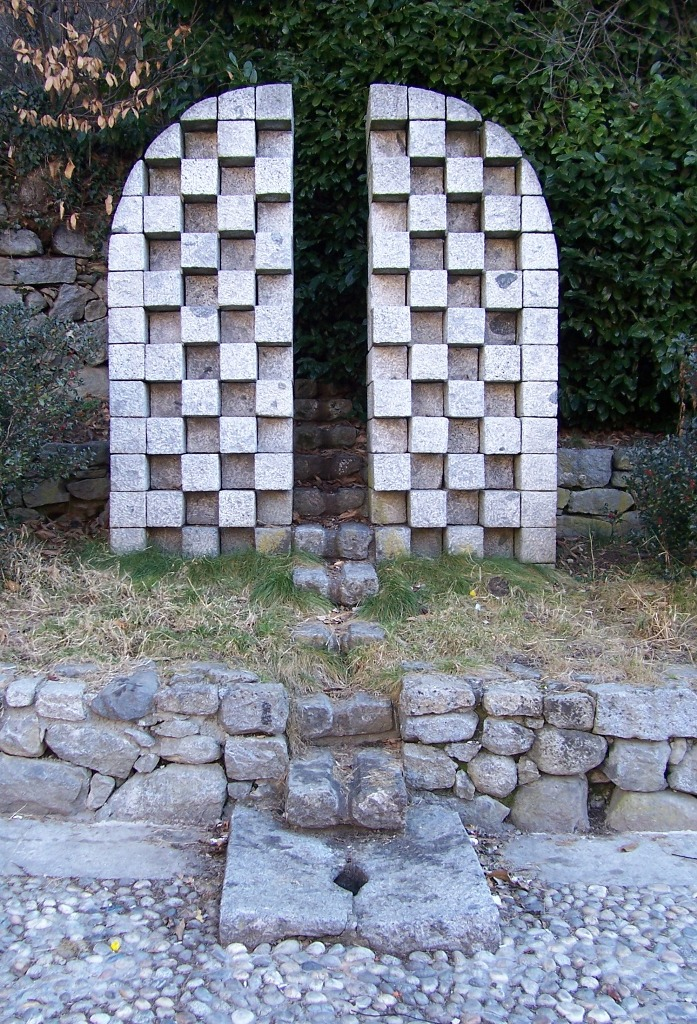
Monumento la porta della Vicinia (anni ottanta)

Gli scütüm sono nei dialetti camuni dei soprannomi o nomignoli, a volte personali, altre indicanti tratti caratteristici di una comunità. Quello che contraddistingue gli abitanti di Nadro è Mataràne (uccisori di rane) o Mucì.
Vi è una leggenda popolare che narra di una frana che portò al seppellimento del paese: l'abitato secondo la tradizione si trovava un tempo più a nord, nei pressi della chiesetta dell'Addolorata. Una vicenda simile è narrata sia per l'abitato di Zero, oggi scomparso, a Capo di Ponte, che per il paese di Ono San Pietro.
L'ultima notte dell'anno era tradizione che i giovani, entrando nei cortili, nelle stalle, e in altri ambienti incustoditi, cercassero botti, attrezzi, strumenti e carri e li portassero sul sagrato della chiesa. Il mattino seguente gli autori dei misfatti si recavano sulla piazza per vedere lo spettacolo dei proprietari che venivano a ritirare la loro merce, non senza lanciare invettive.
Esistono nel folklore della Val Camonica alcuni proverbi in dialetto camuno riguardanti Nadro:
- Hét e Nàder tücc bindù e làder. Nàder e Hét tücc bùna zét. È un gioco di parole che contraddice nella seconda parte quanto detto nella prima: Ceto e Nadro hanno gli abitanti poco raccomandabili, tutti lazzaroni e ladri. Mentre Nadro e Ceto hanno tutta brava gente.[38]

## Cultura

### Istruzione

#### Scuole
La scuola dell'infanzia sorge a meridione dell'abitato, lungo la strada provinciale 88, e risalta per il colore rosa con cui è stata dipinta a metà degli anni novanta. Un tempo l'edificio era anche sede delle scuole primarie, ma, in seguito alla riorganizzazione voluta dal comune, queste sono state accorpate a quelle di Ceto ed a Nadro è rimasta solo la scuola dell'infanzia.
La scuola dell'infanzia è intitolata al benefattore locale Giuseppe Vaiarini che nel 1930, alla sua morte, lasciò tutti i propri beni al fine di istituire un asilo infantile per la parrocchia di Nadro.
Tra il 1933 ed il 1956 l'asilo fu gestito dall'Ente morale dell'"Asilo infantile Vaiarini"; in seguito divenne di proprietà comunale. L'Ente ed il suo patrimonio, estinti da una deliberazione della giunta regionale della Lombardia nel 2004, fanno ora parte della parrocchia dei Santi Gervasio e Protasio di Nadro, con vincolo di mandato.

#### Musei

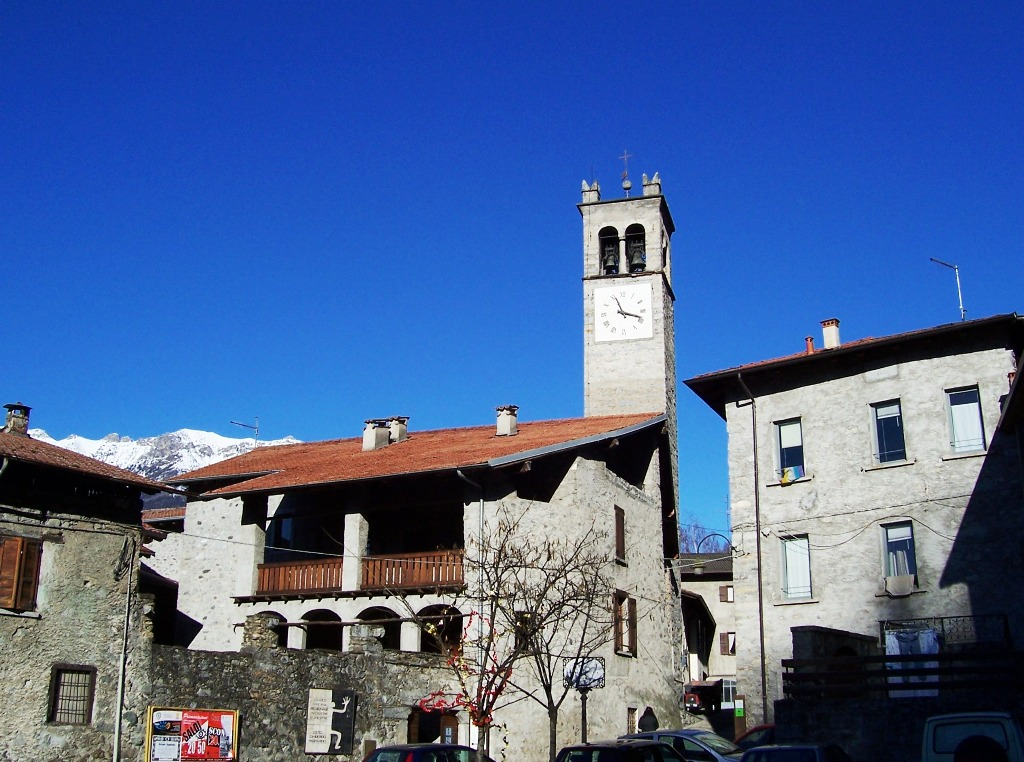
Museo didattico della riserva

Il "Museo didattico della riserva" sorge al centro del paese, nei pressi della chiesa parrocchiale. È stato ricavato da un'antica abitazione che si affaccia su un cortile interno alla quale si accede da un portale in tonalite datato 1544. Contiene ricostruzioni, calchi d'incisioni rupestri della Valcamonica, pannelli esplicativi, tutto in un'area disposta su due piani; all'interno è anche possibile effettuare dei laboratori didattici di arte e vita preistorica.

## Geografia antropica

### Urbanistica

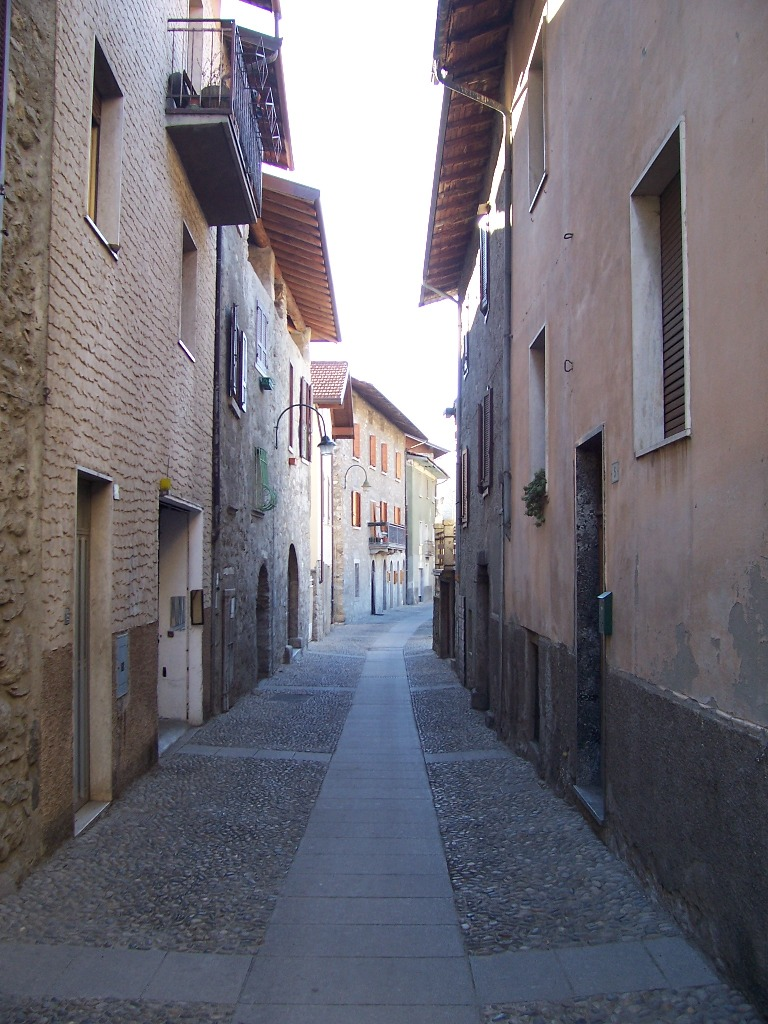
Via Piana a Nadro

È possibile suddividere il territorio urbanizzato della frazione in tre settori:
1. Nadro paese
È l'abitato storico, con la caratteristica Casatorre che svetta di fianco alla chiesa parrocchiale dei santi Gervasio e Protasio.
Il paese, che sorge lungo via Piana, ha nel suo centro una piccola piazza, dedicata al benefattore locale Giuseppe Vaiarini, nella quale è eretto un monumento in granito intitolato Porta della vicinia. Dalla via principale dipartono:
- via Voltazzi e via Crodobbio, che s'incontrano presso la casa-torre Gaioni;
- via Torchio, che termina presso il sagrato della chiesa;
- via Predolino, che si dirige a est verso il bosco della riserva;
- via Medio, che costeggia il torrente Figna, nella zona a sud del paese.

2. Via Nazionale
È una zona urbana sorta lungo la via Nazionale, toponimo con il quale si indicava (prima dell'apertura della variante nel 2005) la strada statale 42 del Tonale e della Mendola, che precedentemente attraversava la parte bassa del paese; scorre di fianco alla ferrovia Brescia-Iseo-Edolo. Proviene da sud dalla frazione di Badetto e attraversa le località Giarelli, Campagnelli e Termen.
3. Via donatori di sangue e via Alberto Tarsia
Sono due strade che si incontrano all'altezza del torrente Figna, comprese tra la via Nazionale e la strada statale 42 del Tonale e della Mendola. Attorno ad esse sorge una tranquilla zona residenziale, costruita a partire dagli anni settanta.

### Località

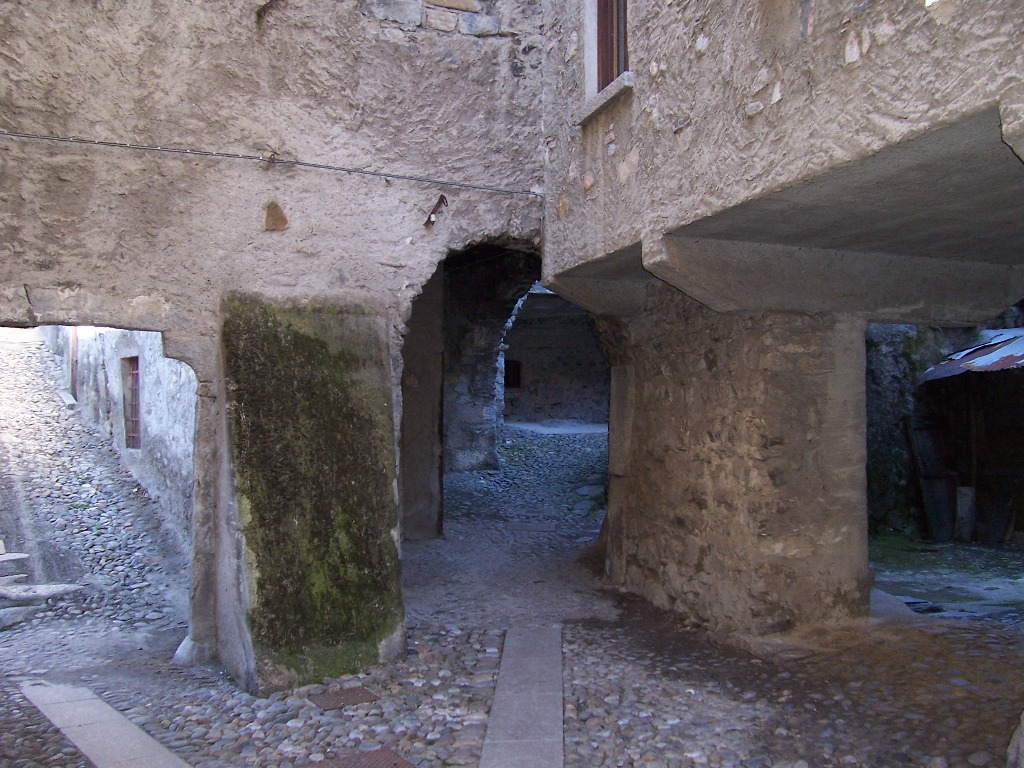
Trivio a Nadro

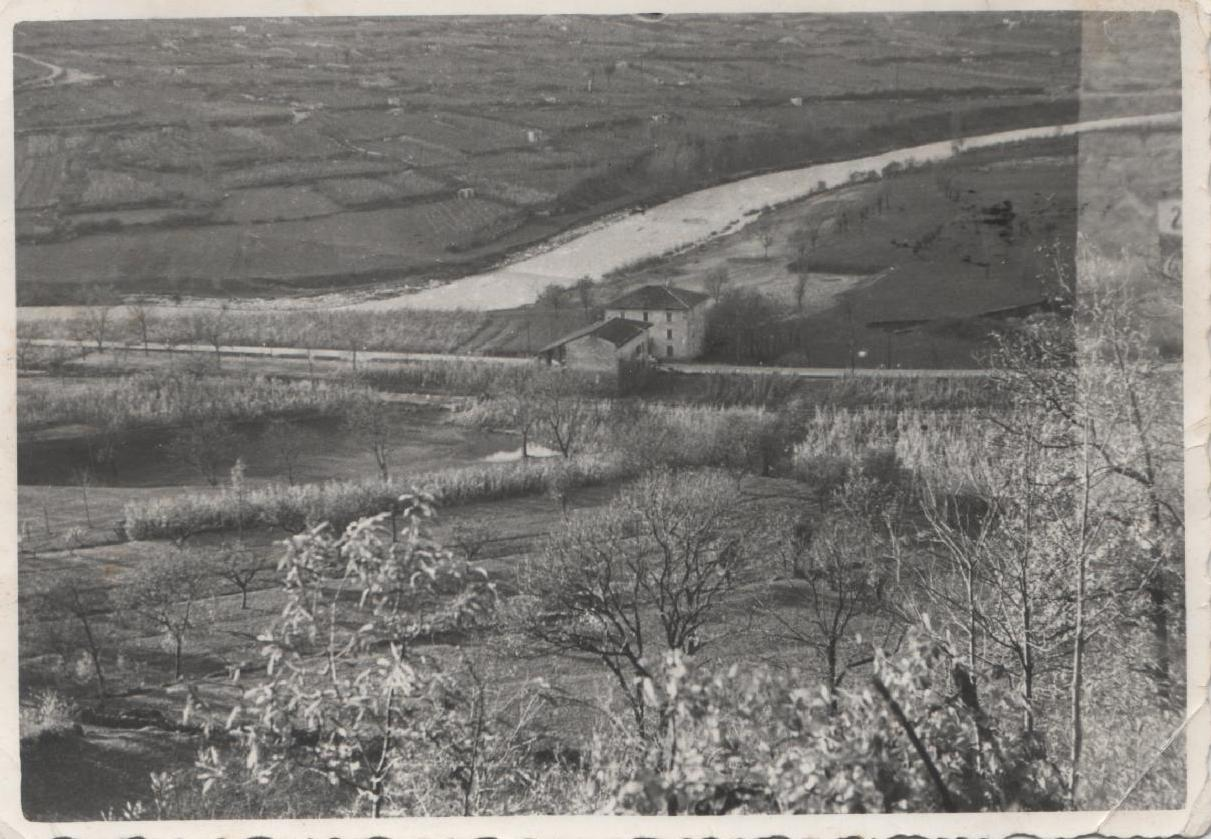
Località Giarelli ad inizio Novecento

- Campagnelli: settore compreso tra località Giarelli e Termen, è sede della zona industriale.
- Figna: località dallo stesso nome del torrente Figna, era un tempo sede di un abitato medievale; è al confine settentrionale tra i territori di Nadro e Cimbergo, a oriente della località Foppe.
- Foppe: cinquecento metri a nord di Nadro, immersa nel bosco, questa località è il cuore dell'area della riserva naturale. Incisioni rupestri di Ceto, Cimbergo e Paspardo; altri micro-toponimi che attorniano questa zono sono: i prà de Naquane, i Verdi, la Corna Secca, i Sarisei, la Löa, i Ruc, Dos Cùi.
- Giarelli: località che si pone alla confluenza della via Nazionale con la nuova variante della strada statale 42 del Tonale e della Mendola (dal 2005 è termine della strada).
- Termen: la zona più a nord, al confine con il comune di Capo di Ponte (Térmen in dialetto camuno indica il confine, il "termine").
- Zurla: è una vasta area boschiva, ricca di lastroni istoriati con incisioni rupestri.

## Economia

### Agricoltura
L'agricoltura era l'attività predominante del paese fino al secondo dopoguerra; i terreni più ampi e fertili si trovavano nella parte pianeggiante della frazione, presso il fiume Oglio. Da tempi più recenti non sono molti i campi coltivati, gran parte dei quali si sono resi edificabili.
La coltivazione della vigna, un tempo molto diffusa, è rimasta ad uso di pochi; sono comunque ancora visibili sul territorio i terrazzamenti (ruc, ronchi, in dialetto camuno) ed i sostegni granitici dei vigneti. Al centro del paese esisteva un tempo un torchio vinario; oggi ne rimane il ricordo solo nel nome della strada: appunto, via Torchio.
Un tempo era diffusa anche la gelsicoltura per l'allevamento dei bachi da seta, così come la raccolta di noci e castagne a scopo alimentare. Oggi rimangano molte piante di questo genere nei territori di Nadro, attorniate da una folta boscaglia di abeti (paghér in dialetto camuno) e robinie che fanno da cornice alla riserva naturale. Incisioni rupestri di Ceto, Cimbergo e Paspardo e da prodromi al Parco regionale dell'Adamello.

### Industria

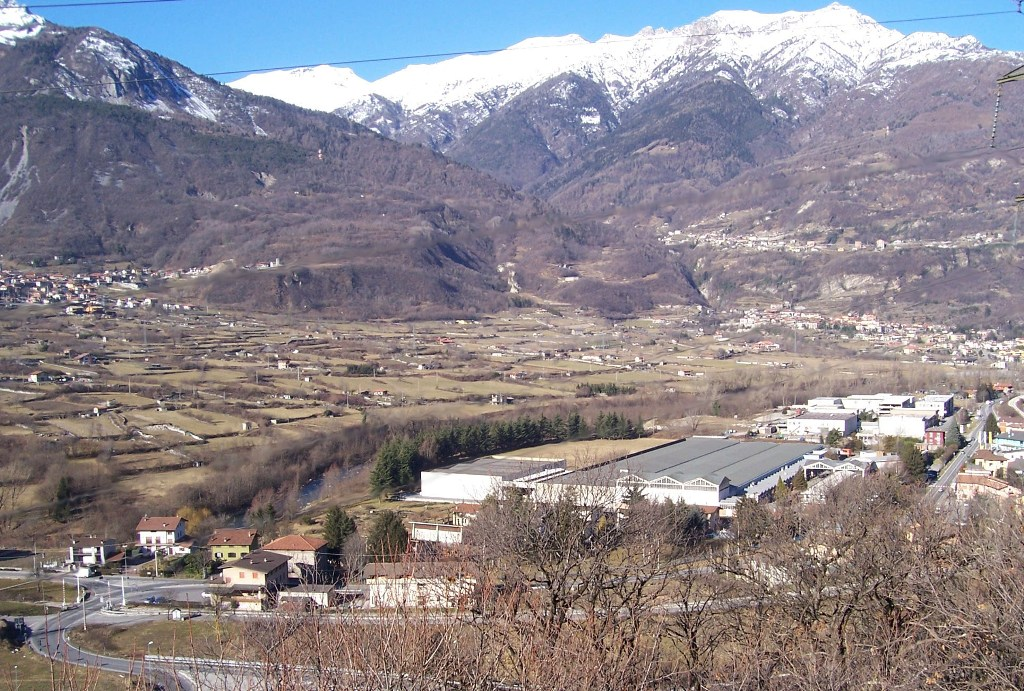
Località Giarelli e Campagnelli (sede della zona industriale)

La zona industriale di Nadro si sviluppa in un'area compresa tra le località Campagnelli e Giarelli, di fianco alla Strada statale 42 del Tonale e della Mendola. Una decina di imprese hanno posto qui la loro sede a partire dagli anni novanta.
Importante per lo sviluppo della zona fu l'apertura, nel secondo dopoguerra, della fabbrica tessile Nuova Manifattura Brenese, del gruppo tessile Niggeler & Küpfer. Lo stabilimento venne inaugurato nel 1962 dall'allora presidente del consiglio Emilio Colombo.

## Infrastrutture e trasporti

### Strade
La nuova variante della Strada statale 42 del Tonale e della Mendola, aperta il 14 settembre 2005, si riunisce alla vecchia strada della Val Camonica all'altezza della località Giarelli, nell'attesa del proseguimento dei lavori.
Essa sopraggiunge dalla frazione di Badetto, sempre nel comune di Ceto, attraverso la galleria intitolata Mario, e si interrompe in uno svincolo obbligatorio proprio ai piedi dell'abitato di Nadro. In questo punto la Strada statale 42 del Tonale e della Mendola si interseca con la strada provinciale 88, la quale parte dalla via Nazionale e conduce agli abitati di Ceto, Cimbergo e Paspardo, risalendo il Pizzo Badile Camuno.
Entro marzo 2008 è prevista la ripresa dei lavori del V lotto della superstrada della Valle Camonica; essi congiungeranno Nadro e Capo di Ponte tramite una galleria che verrà escavata al di sotto del Parco nazionale delle incisioni rupestri di Naquane.
Via Nazionale era il nome che aveva assunto la Strada statale 42 del Tonale e della Mendola nel territorio di Nadro prima che venisse aperta la nuova variante nel 2005.
Nel 2013, dopo anni di trattative, è stato aperto il nuovo tratto della strada statale 42, localmente chiamata superstrada, fino a Forno Allione.

### Ferrovie
Il paese di Nadro è situato a circa due chilometri di distanza sia dalla stazione di Ceto Cerveno, situata a sud, sia da quella del paese di Capo di Ponte posta più a nord.
La Ferrovia Brescia-Iseo-Edolo, infatti, scorre lungo la parte bassa del paese, di fianco alla Strada statale 42 del Tonale e della Mendola, senza fare alcuna fermata.
Di questa linea esiste un sottopasso che congiunge le località Termen e Zurla, mentre vi sono due passaggi a livello: uno in località Giarelli, l'altro in via Alberto Tarsia.
Il tratto della Ferrovia Brescia-Iseo-Edolo che unisce la frazione di Nadro e Capo di Ponte venne costruito all'inizio del XX secolo a strapiombo sul fiume Oglio; il percorso fu ricavato demolendo i lastroni di arenaria della località Zurla, ricchi di incisioni rupestri.

### Mobilità urbana
I mezzi pubblici che attraversano il territorio di Nadro sono gestiti delle linee FNMA e SAB Autoservizi; essi scorrono a fondo valle, lungo via Nazionale.
Sono disponibili tre fermate a richiesta, ognuna delle quali distante circa venti minuti a piedi dal paese:
- all'incrocio tra via Alberto Tarsia e via Nazionale
- all'incrocio tra via Nazionale e strada provinciale 86 di Ono San Pietro
- in località Campagnelli.

Oltre le due società citate esiste una terza azienda locale, la Bonomi, che gestisce le tratte che dalla via Nazionale risalgono dalla strada provinciale 88 verso Nadro, Ceto, Cimbergo e Paspardo. I viaggi in autobus di questa ditta sono concentrati soprattutto in orari scolastici.

## Amministrazione
Nadro è una delle due frazioni (assieme a quella del Badetto) del comune di Ceto, il quale sorge circa cinquecento metri più a sud.
Tradizionalmente esiste una rivalità, molto comune tra i paesini della Val Camonica, tra gli abitanti di Nadro e quelli di Ceto. Si tramanda che un tempo non erano infrequenti gli scontri tra i giovani, con sassaiole e scambi di epiteti come Sbògia sùc ("sfonda zucche" in dialetto camuno) per quelli di Nadro, che a loro volta chiamavano Màrtor quelli di Ceto.
Ancora oggi, per mantenere lo status quo, vi è un tacito accordo per il quale si elegge un sindaco di Ceto ed un vicesindaco di Nadro.

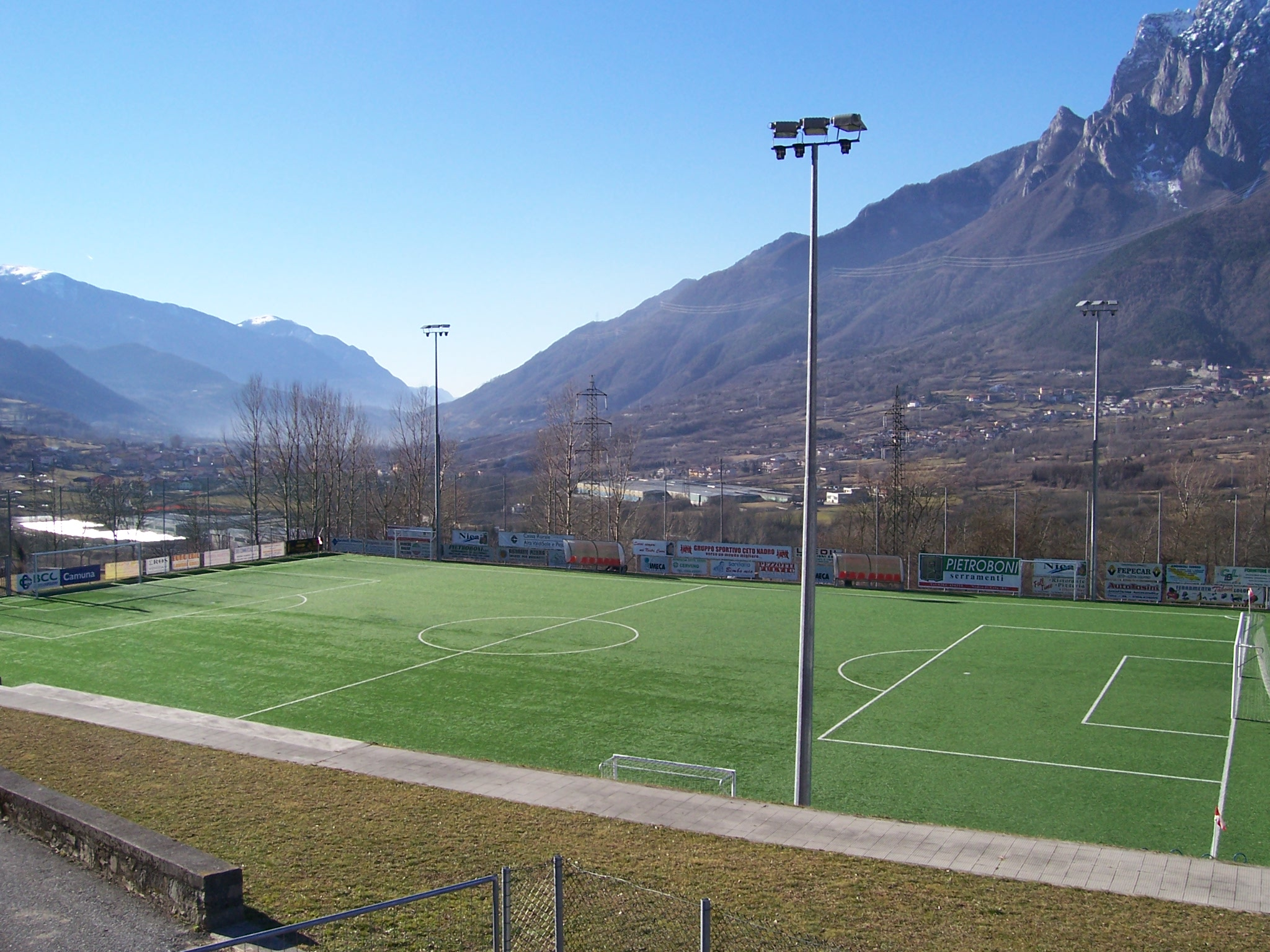
Campo sportivo presso Nadro

## Sport
Il polo sportivo è posto in posizione sud dell'abitato, lungo la strada provinciale 88 che conduce al comune di Ceto. Esso è composto da un campo da tennis ed un campo di calcio, fornito di erba sintetica. Questo è il campo ufficiale della squadra giovanile di calcio del paese, chiamata FC Nadro.
Esiste anche un secondo campo di calcio, gestito dalla parrocchia, posto sul lato settentrionale del paese. Il campo è a cinque in erba sintetica.